# Kamow Ka-60
Die Kamow Ka-60 Kasatka (russisch Камов Ка-60 Касатка, deutsch Orca (Killerwal)) ist ein Mehrzweckhubschrauber für den Dienst bei den Streitkräften Russlands.

## Konstruktion
Bei diesem Hubschrauber wich Kamow von seiner sonst üblichen Bauweise koaxialer Doppelrotoren ab. Stattdessen folgt der Kamow Ka-60 mit einem Haupt- sowie einem Fenestron-Heckrotor zum Drehmomentenausgleich dem konventionellen Design des Hubschrauberbaus. Zur Gewichtseinsparung und zur Reduktion der Radarsignatur wurden bei der Herstellung Verbundwerkstoffe eingesetzt, die 60 % seines Gewichtes ausmachen. Zusätzlich wird die Oberfläche mit einer radar-absorbierenden Beschichtung versehen. Die Ausrüstung des Hubschraubers ist redundant verbaut, ein ausgefallenes Triebwerk wird durch das andere selbsttätig kompensiert.

## Produktion und Einsatz
Die Kamow Ka-60 ist als Ersatzmodell für die Mil Mi-8 vorgesehen. Der Hubschrauber soll den Transport von Truppen, Waffen und Munition übernehmen und Aufklärungs- und Zielmarkierungsfunktionen wahrnehmen. Darüber hinaus ist er auch als Rettungshubschrauber für den Transport von Verwundeten vorgesehen. Der Bau soll bei VPK/MAPO bei Moskau und in Ulan-Ude stattfinden. Mit der Kamow Ka-62 wurde eine zivile Variante des Hubschraubers entwickelt, die am 28. April 2016 erstmals flog.
Eine genaue Zukunft scheint aber unklar, da die Mi-38 ebenfalls als Nachfolgerin der Mi-8/17 vorgesehen ist und die Ka-62 ein westliches Triebwerk Turbomeca Ardiden hatte.

## Technische Daten

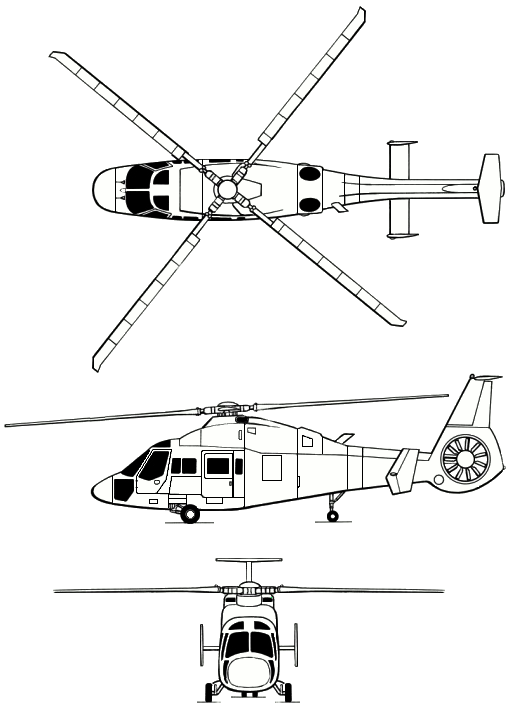
Dreiseitenansicht

| Kenngröße             | Daten                             |
| --------------------- | --------------------------------- |
| Rotordurchmesser      | 13,50 m                           |
| Länge                 | 13,46 m                           |
| Höhe                  | 4,20 m                            |
| Startmasse            | max. 6.750 kg                     |
| Höchstgeschwindigkeit | 300 km/h                          |
| Reisegeschwindigkeit  | 270 km/h                          |
| Dienstgipfelhöhe      | 5150 m                            |
| Steigrate             | 10 m/s                            |
| Reichweite            | 650 km                            |
| Besatzung             | 2                                 |
| Passagiere            | 16                                |
| Triebwerke            | zwei Turbinen RKBM Rybinsk RD-600 |
| Leistung              | je 956 kW (1282 PS)               |

## Bewaffnung
- 2 B-8W-Behälter für Raketen S-8 80 mm oder
- 2 MG 12,7 mm oder
- 2 MG GSchG-7,62

## Vergleichbare Hubschrauber
- Eurocopter Dauphin
- Sikorsky UH-60